# Steinar Lem
Steinar Henning Lem (Oslo, 9 mei 1951 – Oslo, 28 april 2009) was een Noors schrijver.
Steinar Lem stond in Noorwegen bekend als een bekende schrijver en zette zich in voor verschillende goede doelen. Hij overleed op 57-jarige leeftijd aan de gevolgen van kanker.